# Santa Maria Maggiore (Italia)
Santa Maria Maggiore es una localidad y comune italiana de la provincia de Verbano-Cusio-Ossola, región de Piamonte, con 1.263 habitantes.

## Evolución demográfica
| Gráfica de evolución demográfica de Santa Maria Maggiore entre 1861 y 2001 |
|                                                                            |
| Fuente ISTAT - elaboración gráfica de Wikipedia                            |